# Rumburk 1
Rumburk 1 je název městské části, část obce Rumburk v okrese Děčín. V roce 2011 měla 8541 obyvatel a nacházelo se v ní 1300 domů.